# 조와 (1345년)
조와(貞和, じょうわ)는 일본 남북조 시대의 연호(元号) 중 하나이다. 북조에서 사용되었다.
- 전후 : 고에이(康永) 이후 - 간노(観応) 이전.
- 시기 : 1345년 ~ 1349년
- 천황
  - 북조 : 고묘 천황, 스코 천황
  - 남조 : 고무라카미 천황
- 쇼군 : 무로마치 막부의 아시카가 다카우지

## 개원(改元)
- 고에이 4년 10월 21일(율리우스력 1345년 11월 15일), 개원.
- 조와 6년 2월 27일(율리우스력 1350년 4월 4일), 간노로 개원된다.

## 출전
『예문유취』의 「体乾霊之休徳、稟貞和之純精」.

## 조와 시기에 일어난 일
- 3년
  - 1월 : 구스노키 마사쓰라가 스미요시(住吉)・덴노지 우류노(天王寺瓜生野)에서 호소카와 아키우지와 야마나 도키우지를 격파하다.
- 4년
  - 1월 : 시죠나와테 전투에서 구스노키군이 고 노 모로나오・고 모로야스군에게 패해 마사쓰라 등이 전사하다. 고 노 모로나오는 요시노를 점령했으며, 고무라카미 천황은 아노우(賀名生, 나라현 고조시)로 도망친다.
  - 10월 : 북조의 스코 천황이 즉위하다.
- 5년
  - 4월 : 아시카가 다다후유가 나가토 단다이(長門探題)에 임명되어 빈고에 부임하다.
  - 8월 : 고 노 모로나오가 쿠데타를 일으켜 다카우지 저택을 포위한다. 아시카가 다카우지의 동생인 아시카가 다다요시의 집무가 정지되었으며, 원인을 제공한 우에스기 시게요시・하타케야마 다다무네는 에치젠에서 처형된다. 다다요시는 문책을 받아 출가한다.
  - 9월 : 다카우지가 아시카가 요시아키라를 가마쿠라에서 소환하고 아시카가 모토우지를 새로 임명해 가마쿠라에 파견한다.
  - 9월 : 다카우지가 아시카가 다다후유의 토벌을 결정하다.

### 죽음
- 2년
  - 고칸시렌
- 4년
  - 구스노키 마사쓰라
- 5년
  - 우에스기 시게요시
  - 하타케야마 다다무네

## 서력과의 대조표
| 조와 | 원년       | 2년         | 3년        | 4년        | 5년        | 6년        |
| ---- | ---------- | ----------- | ---------- | ---------- | ---------- | ---------- |
| 서력 | 1345년     | 1346년      | 1347년     | 1348년     | 1349년     | 1350년     |
| 남조 | 고코쿠 6년 | 쇼헤이 원년 | 쇼헤이 2년 | 쇼헤이 3년 | 쇼헤이 4년 | 쇼헤이 5년 |
| 간지 | 을유       | 병술        | 정해       | 무자       | 기축       | 경인       |

## 같이 보기
- 일본의 연호 일람

| 이전 고에이 | 일본 북조의 연호 1345년 ~ 1350년 | 다음 간노 |